# Maurice Vander
Pour les articles homonymes, voir Vander.
Ne pas confondre avec Maurice Vandair, parolier et compositeur de chansons français (1905-1982).
Maurice Camille Gustave Vanderschueren, dit Maurice Vander, né le 11 juin 1929 à Vitry-sur-Seine et mort le 16 février 2017 à Montmorillon dans le département de la Vienne, est un pianiste de jazz français et co-compositeur d'une partie des musiques de Claude Nougaro, dont il a été l'ami et l'arrangeur pendant des années..

## Biographie
Il nait le 11 juin 1929 à Paris d'un père accordéoniste ; il suit une formation classique de piano et découvre le jazz à la radio. Au début des années 1950, dans les clubs parisiens, il accompagne des musiciens connus comme le guitariste Django Reinhardt ou le saxophoniste américain Don Byas,  Bobby Jaspar, Jimmy Raney, Stéphane Grappelli, Kenny Clarke ou encore Biréli Lagrène, et participe à des enregistrements parisiens de Chet Baker ou de Stan Getz. 
Il remporte le prix Django-Reinhardt en 1962.
Il a également été à l’origine de plusieurs albums, comme Jazz at the Blue Note avec Kenny Clarke et Pierre Michelot en 1959, et Maurice Vander avec Luigi Trussardi (en) et Philly Joe Jones en 1968.

### Claude Nougaro
Maurice Vander fait la rencontre de Claude Nougaro au début des années 1960. Vander sera pendant quatre décennies son pianiste, co-compositeur et arrangeur. Nougaro le surnomme « le coq » et lui a rendu hommage dans sa chanson Le Coq et la Pendule, la pendule étant une allusion à la nationalité suisse de sa femme.
Après la mort de Nougaro, Maurice Vander sillonne les routes de France avec un spectacle hommage Ils se la jouent Nougaro, accompagné de Charles Tois (piano), Laurent Vander (orgue) et Eric Gade (contrebasse),

### Musique de films
Il a travaillé sur plusieurs musiques de films ; il a notamment été  orchestrateur de Francis Lai pour Un homme et une femme ou encore accompagnateur de Stéphane Grappelli pour Les Valseuses puis pour Milou en mai en 1989.

### Famille
Il est le père adoptif du batteur Christian Vander. Il a longtemps vécu à Pindray dans la Vienne.

## Discographie
- Nuages avec Django Reinhardt (1953)
- Maurice Vander avec Luigi Trussardi (de), contrebasse, Philly Joe Jones, batterie. Dreyfus Jazz Line (1968)
- Sonny Moon for Two (1968/1993)
- Philly : A French Jazz Piano Collection / vol.2 (1970/1993)
- Vander se joue Nougaro (1989-1990)
- Bireli Lagrene - Blue Eyes 1998
- Ô Toulouse (2004)
- Jazz at the Blue Note (2006)
- Nougaro sans paroles (2006)
- Recidive: Piano Solo 2002 (European import) (2007)
- Piano Jazz (2007)

## Filmographie

### Cinéma
- 1966 : Un homme et une femme de Claude Lelouch (orchestrateur)
- 1974 : Les Valseuses de Bertrand Blier
- 1974 : La Race des seigneurs de Pierre Granier-Deferre
- 1974 : Le Voyage d'Amélie de Daniel Duval
- 1976 : Calmos de Bertrand Blier (pianiste)
- 1976 : L'Ombre des châteaux de Daniel Duval
- 1977 : Nous irons tous au paradis d'Yves Robert
- 1978 : L'Ordre et la sécurité du monde de Claude d'Anna
- 1979 : Flic ou voyou de Georges Lautner (non crédité au générique)
- 1981 : Beau-père de Bertrand Blier
- 1981 : L'Amour trop fort de Daniel Duval
- 1982 : Mille milliards de dollars d'Henri Verneuil
- 1983 : Effraction de Daniel Duval
- 1986 : Un homme et une femme : Vingt ans déjà de Claude Lelouch
- 1987 : Beyond Therapy de Robert Altman
- 1990 : Mais qui arrêtera la pluie ? de Daniel Duval
- 1990 : Milou en mai de Louis Malle
- 1996 : Tenue correcte exigée de Philippe Lioret
- 2008 : Deux Jours à tuer de Jean Becker (pianiste)

### Télévision
- 1985 : Le Grand Échiquier (TV)
- 1994 : The Best de Scène (documentaire)
- 1995 : Fréquenstar (TV)
- 1999 : Claude Nougaro par ci parla de Maxime Ruiz